# Groupe islamique combattant marocain
Le Groupe islamique combattant marocain (GICM) est une organisation armée islamiste sunnite affiliée à Al-Qaïda. Son principal fondateur est Abdelkrim al-Medjati, devenu émir pour le Maghreb et l’Europe après les attentats de Madrid. Selon les services secrets marocains, Saâd Houssaïni serait son chef militaire. Il est lié aux autres groupes islamiques takfiristes maghrébins. Un autre membre influent du groupe aurait été un certain Mohamed Moumou, également connu sous le nom d'Abou Qaswarah, mort en Irak en 2008.
L'organisation est placée sur la liste officielle des organisations terroristes des États-Unis et du Royaume-Uni. Elle est considérée par l'ONU comme proche d'Al-Qaïda et à ce titre sanctionnée par le Conseil de sécurité des Nations unies.
Le GICM aurait notamment recruté parmi les anciens militants de l'organisation islamiste clandestine marocaine Chabiba islamiya et de sa branche armée l'Organisation des combattants marocains.
Il recrute activement en France, y compris des Français non-Maghrébins d’origine. Il est très fortement soupçonné d’être responsables des attentats de Casablanca (16 mai 2003), et de Madrid (11 mars 2004). 
Le 11 juillet 2007, huit militants présumés du Groupe islamique combattant marocain ont été condamnés à des peines de prison allant d'un an avec sursis à dix ans ferme. La condamnation la plus importante est celle de Mustafa Baouchi considéré comme le chef du groupe : 10 ans de prison dont 80 mois incompressibles. Aucun lien direct entre les condamnés de Paris et les attaques qui avaient touché un hôtel et des restaurants du centre de Casablanca n'a cependant pu être établi.[réf. nécessaire]Les autres condamnés sont Fouad Charouali, Rachid Aït El-Hadj, Bachir Goumid, Attila Turk et Redouane Aberbri.
Le 12 mai 2007, des organisations politiques françaises de gauche (LDH, MRAP, PCF et Verts) organisent une manifestation de soutien aux membres du GICM jugés en France pour leur soutien aux attentats de Casablanca.
Une revue marocaine, diffusée à la fin des années 1990 devant la mosquée de Crémone, en Italie, organe officiel de propagande du mouvement, préconise le djihad pour renverser les institutions marocaines et éradiquer chrétiens et juifs. Mourad Trabelsi, imam de la Mosquée de
Crémone suit un entraînement en Afghanistan, grâce à un faux passeport, via le Koweït et le Pakistan, à Khulm, de novembre 1997 à avril 1998, et rentre en Italie, avant de purger une peine de huit ans de prison.